# خليل مصطفى
خليل مصطفى المحاميد (1948) ممثل أردني، شارك ببطولة عدد من الأعمال الدرامية الأردنية، أهمها دور «جبر الجبر» في مسلسل أم الكروم. حاصل على شهادة البكالوريوس في الأدب العربي من جامعة بيروت العربية، وهو عضو نقابة الفنانين الأردنيين.

## البدايات
كانت بداياته من خلال المسرح، حيث شارك في مسرحية مدتها عشرين دقيقة عرضت في النادي العربي في إربد في ستينيات القرن الماضي، كانت بعنوان «عرس بلا عريس». عام 1969، غنّى في مسرحية «العريس» مونولوجاً كوميدياً بعنوان «يا أم سعيد بثلاث عجال»، وكانت من تأليفه. طلبه نهاد قلعي للعمل في مسلسل صح النوم والذي كان يصوَّر حينها في عمّان، بعد سماعه في الإذاعة، إلا أنه اعتذر لبعد المسافة، حيث كان حينها يسكن في مدينة إربد.
أما أول مسلسل شارك به فكان عنوانه «خذوني معكم» مع عمر قفاف وسهير المرشدي وعائشة الكيلاني ومحمود أبو غريب ونبيل المشيني. أما أشهر أعماله التلفزيونية تل العناب، قرية بلا سقوف، شمس الأغوار، جروح، أم الكروم، عيون عليا، العلم نور
كان نتاج مشاركاته على المسرح 78 عملاً مسرحياً للكبار، و22 عملاً مسرحياً للأطفال.

## وصلة خارجية
خليل مصطفى على قاعدة بيانات الأفلام العربية.
لقاء مع الفنان الأردني خليل مصطفى عام 2001